# Фріц Онес
Фріц Онес (норв. Fritz Aanes; нар. 20 липня 1978, Нарвік) — норвезький борець греко-римського стилю, чемпіон, дворазовий срібний та бронзовий призер Північних чемпіонатів, учасник двох Олімпійських ігор.

## Життєпис
Боротьбою почав займатися з 1984 року. Його батько Бйорн Онес  — теж борець, мав декілька національних титулів. Старша сестра Лене Онес — дворазова срібна та чотириразова бронзова призерка чемпіонатів світу, чемпіонка, триразова срібна та дворазова бронзова призерка чемпіонатів Європи. Найтитулованіша норвезька борчиня.
Був бронзовим призером Північного чемпіонату 1996 року серед юніорів і чемпіоном цих змагань 1998 року серед юніорів.
На літніх Олімпійських іграх 2000 року в Сіднеї боровся за бронзову нагороду з грузинським спортсменом Мухраном Вахтангадзе і поступився з рахунком 4:0, але Фріц Онес був позбавлений четвертого місця, оскільки він не пройшов тест на допінг і був дискваліфікований. Стероїди були знайдені в харчових добавках Онеса, які він вживав перед іграми, для того, щоб мати змогу виступати у ваговій категорії до 85 кг. Вища спортивна інстанція, арбітражний суд Швейцарії, присудив 22-річному спортсмену 15 місяців дискваліфікації. У 2002 році Фріц Онес повернувся до виступів на міжнародних турнірах.
Виступав за борцівський клуб Нарвіка. Тренери — Ян Ставовський та Франк Стін.
Після завершення спортивної кар'єри перейшов на тренерську роботу. Зокрема тренує з 2013 року бронзового призера чемпіонату світу 2014 року та бронзового олімпійського медаліста 2016 року Стіга Андре Берге.

## Спортивні результати на міжнародних змаганнях

### Виступи на Олімпіадах
| Змагання                    | Збірна   | Вагова категорія                 | Місце           |
| --------------------------- | -------- | -------------------------------- | --------------- |
| Літні Олімпійські ігри 2000 | Норвегія | греко-римська боротьба, до 85 кг | дискваліфікація |
| Літні Олімпійські ігри 2004 | Норвегія | греко-римська боротьба, до 84 кг | 15              |

### Виступи на Чемпіонатах світу
| Змагання                        | Збірна   | Вагова категорія                 | Місце |
| ------------------------------- | -------- | -------------------------------- | ----- |
| Чемпіонат світу з боротьби 1998 | Норвегія | греко-римська боротьба, до 85 кг | 15    |
| Чемпіонат світу з боротьби 1999 | Норвегія | греко-римська боротьба, до 85 кг | 20    |
| Чемпіонат світу з боротьби 2003 | Норвегія | греко-римська боротьба, до 84 кг | 4     |
| Чемпіонат світу з боротьби 2005 | Норвегія | греко-римська боротьба, до 96 кг | 15    |
| Чемпіонат світу з боротьби 2006 | Норвегія | греко-римська боротьба, до 84 кг | 28    |
| Чемпіонат світу з боротьби 2007 | Норвегія | греко-римська боротьба, до 96 кг | 32    |

### Виступи на Чемпіонатах Європи
| Змагання                         | Збірна   | Вагова категорія                 | Місце |
| -------------------------------- | -------- | -------------------------------- | ----- |
| Чемпіонат Європи з боротьби 1999 | Норвегія | греко-римська боротьба, до 85 кг | 13    |
| Чемпіонат Європи з боротьби 2002 | Норвегія | греко-римська боротьба, до 84 кг | 17    |
| Чемпіонат Європи з боротьби 2003 | Норвегія | греко-римська боротьба, до 84 кг | 12    |
| Чемпіонат Європи з боротьби 2005 | Норвегія | греко-римська боротьба, до 96 кг | 9     |
| Чемпіонат Європи з боротьби 2006 | Норвегія | греко-римська боротьба, до 84 кг | 12    |
| Чемпіонат Європи з боротьби 2007 | Норвегія | греко-римська боротьба, до 96 кг | 11    |

### Виступи на інших змаганнях
| Змагання                                                             | Збірна   | Вагова категорія                 | Місце  |
| -------------------------------------------------------------------- | -------- | -------------------------------- | ------ |
| Північний чемпіонат з боротьби 1998                                  | Норвегія | греко-римська боротьба, до 85 кг | Срібло |
| Гран-прі Німеччини з боротьби 1998                                   | Норвегія | греко-римська боротьба, до 85 кг | 8      |
| Олімпійський кваліфікаційний турнір з боротьби 2000 (Фаенца)         | Норвегія | греко-римська боротьба, до 85 кг | Срібло |
| Олімпійський кваліфікаційний турнір з боротьби 2000 (Клермон-Ферран) | Норвегія | греко-римська боротьба, до 85 кг | 10     |
| Олімпійський кваліфікаційний турнір з боротьби 2000 (Ташкент)        | Норвегія | греко-римська боротьба, до 85 кг | Золото |
| Олімпійський кваліфікаційний турнір з боротьби 2000 (Колорадо)       | Норвегія | греко-римська боротьба, до 85 кг | 11     |
| Північний чемпіонат з боротьби 2002                                  | Норвегія | греко-римська боротьба, до 96 кг | Золото |
| Північний чемпіонат з боротьби 2003                                  | Норвегія | греко-римська боротьба, до 96 кг | Бронза |
| Гран-прі Німеччини з боротьби 2004                                   | Норвегія | греко-римська боротьба, до 96 кг | 10     |
| Північний чемпіонат з боротьби 2005                                  | Норвегія | греко-римська боротьба, до 96 кг | Срібло |
| Гран-прі Німеччини з боротьби 2005                                   | Норвегія | греко-римська боротьба, до 96 кг | Срібло |

### Виступи на змаганнях молодших вікових груп
| Змагання                                          | Збірна   | Вагова категорія                 | Місце  |
| ------------------------------------------------- | -------- | -------------------------------- | ------ |
| Північний чемпіонат з боротьби серед юніорів 1996 | Норвегія | греко-римська боротьба, до 74 кг | Бронза |
| Чемпіонат Європи з боротьби серед юніорів 1996    | Норвегія | греко-римська боротьба, до 74 кг | 4      |
| Чемпіонат світу з боротьби серед юніорів 1996     | Норвегія | греко-римська боротьба, до 74 кг | 8      |
| Чемпіонат світу з боротьби серед юніорів 1997     | Норвегія | греко-римська боротьба, до 76 кг | 10     |
| Північний чемпіонат з боротьби серед юніорів 1998 | Норвегія | греко-римська боротьба, до 83 кг | Золото |
| Чемпіонат Європи з боротьби серед юніорів 1998    | Норвегія | греко-римська боротьба, до 83 кг | 8      |